# Röplabda az 1988. évi nyári olimpiai játékokon
Az 1988. évi nyári olimpiai játékokon a röplabdatornákat szeptember 17. és október 2. között rendezték.

## Éremtáblázat
(Az egyes számoszlopok legmagasabb értéke, vagy értékei vastagítással kiemelve.)
| Az 1988. évi nyári olimpiai játékok éremtáblázata röplabdában | Az 1988. évi nyári olimpiai játékok éremtáblázata röplabdában | Az 1988. évi nyári olimpiai játékok éremtáblázata röplabdában | Az 1988. évi nyári olimpiai játékok éremtáblázata röplabdában | Az 1988. évi nyári olimpiai játékok éremtáblázata röplabdában | Olimpia  |
| ------------------------------------------------------------- | ------------------------------------------------------------- | ------------------------------------------------------------- | ------------------------------------------------------------- | ------------------------------------------------------------- | -------- |
|                                                               | Ország                                                        | Arany                                                         | Ezüst                                                         | Bronz                                                         | Összesen |
| 1.                                                            | Szovjetunió (URS)                                             | 1                                                             | 1                                                             | 0                                                             | 2        |
| 2.                                                            | Egyesült Államok (USA)                                        | 1                                                             | 0                                                             | 0                                                             | 1        |
| 3.                                                            | Peru (PER)                                                    | 0                                                             | 1                                                             | 0                                                             | 1        |
| 4.                                                            | Argentína (ARG)                                               | 0                                                             | 0                                                             | 1                                                             | 1        |
|                                                               | Kína (CHN)                                                    | 0                                                             | 0                                                             | 1                                                             | 1        |
|                                                               |                                                               |                                                               |                                                               |                                                               |          |
| Összesen                                                      | Összesen                                                      | 2                                                             | 2                                                             | 2                                                             | 6        |

## Érmesek

### Férfi torna
| Az 1988. évi nyári olimpiai játékok érmesei férfi röplabdában | Az 1988. évi nyári olimpiai játékok érmesei férfi röplabdában | Az 1988. évi nyári olimpiai játékok érmesei férfi röplabdában | Az 1988. évi nyári olimpiai játékok érmesei férfi röplabdában |
| --- | --- | --- | ------------------------------------------------------------- |
| Arany | Ezüst | Bronz |                                                               |
| Egyesült Államok (USA) | Szovjetunió (URS) | Argentína (ARG) |                                                               |
| Troy Tanner Dave Saunders Jonathan Root Robert Ctvrtlik Douglas Partie Steve Timmons Craig Buck Scott Fortune Ricci Luyties Jeffrey Stork Eric Sato Karch Kiraly | Jurij Pancsenko Andrej Kuznyecov Vjacseszlav Zajcev Igor Runov Vlagyimir Skurihin Jevgenyij Kraszilnyikov Raimonds Vilde Valerij Loszev Jurij Szapega Olekszandr Szorokalet Jaroszlav Antonov Jurij Cserednyik | Claudio Zulianello Daniel Castellani Esteban Martinez Alejandro Diz Daniel Colla Carlos Weber Hugo Conte Waldo Kantor Raul Quiroga Jon Uriarte Esteban de Palma Juan Cuminetti |                                                               |

### Női torna
| Az 1988. évi nyári olimpiai játékok érmesei női röplabdában | Az 1988. évi nyári olimpiai játékok érmesei női röplabdában | Az 1988. évi nyári olimpiai játékok érmesei női röplabdában | Az 1988. évi nyári olimpiai játékok érmesei női röplabdában |
| --- | --- | --- | ----------------------------------------------------------- |
| Arany | Ezüst | Bronz |                                                             |
| Szovjetunió (URS) | Peru (PER) | Kína (CHN) |                                                             |
| Valentyina Ogijenko Jelena Volkova Marina Kumis Irina Szmirnova Tatyjana Szidorenko Irina Parhomcsuk Tatyjana Krajnova Olha Skurnova Marina Nyikulina Jelena Ovcsinnyikova Olga Krivosejeva Szvetlana Koritova | Luisa Cervera Alejandra de la Guerra Denisse Fajardo Miriam Gallardo Rosa García Sonia Heredia Katherine Horny Natalia Málaga Gabriela Pérez del Solar Cecilia Tait Gina Torrealva Cenaida Uribe | Li Kuo-csün (Li Guojun) Hou Jü-csu (Hou Yuzhu) Jang Hszi-lan (Yang Xilan) Szu Huj-csüan (Su Huijuan) Csiang Jing (Jiang Ying) Cuj Jung-mej (Cui Yongmei) Jang Hsziao (Yang Xiao)jun Cseng Mej-csu (Zheng Meizhu) Vu Tan (Wu Dan) Li Jüe-ming (Li Yueming) Vang Ja-csün (Wang Yajun) |                                                             |